# 芽殖菌属
芽殖菌属为生丝微菌科的一个属。该属的模式种且为唯一种为甲酸芽殖菌（Gemmiger formicilis）。

## 下属物种
本属包括以下物种：
- 甲酸芽殖菌 Gemmiger formicilis Gossling and Moore, 1975
- Gemmiger gallinarum